# المعايير المستدامة والشهادات
المعايير المستدامة والشهادات هي أعمال تطوعية، وتتم عادة عن طريق طريق تقييم طرف ثالث، وترتبط المعايير بالمفاهيم والقضايا البيئية والاجتماعية والاخلاقية وسلامة الطعام التي تم تبنيها بواسطة بعض الشركات، لتصف أداء منتجاتها وهيئاتها في حالات معينة.ويوجد أكثر من 400 معيار حول العالم،  ولقد بدأ ظهور هذا الاتجاه في أواخر الثمانينات ومع التسعينات بمقدمة عن المعايير البيئية للطعام العضوى والمنتجات الأخرى. معظم هذه المعايير تشير إلى خط الأساس الثلاثي للجودة البيئية، والمساواة الاجتماعية، والازدهار الاقتصادي. عادة ما يتم تطوير المعيار بواسطة مجموعة واسعة من الخبراء واصحاب المصالح في قسم معين، بالإضافة إلى مجموعة من الممارسات والمعايير عن كيفية النمو المستمر للمحصول، أو المصادر التي يجب حصدها اخلاقيا.
قد يشمل ذلك على سبيل المثال ممارسات صيد الأسماك بكميات معقولة حتى لا تهدد التنوع البيولوجي للحياة المائية، أو احترام حقوق الإنسان، ودفع أجور عادلة في مزارع الشاي والقهوة. وعادة ما تكون المعايير المستدامة مصحوبة بعدد من التأكيدات تسمي الشهادات، لتقييم ما إذا كان المشروع يتوافق مع المعيار، بالإضافة إلى أن عمليات تتبع المنتجات المعتمدة التي يتم بيعها من قبل الموردين عادة ما ينتج عنه علامة لتوجيه المستهلك.
عادة ما تركز برامج إصدار الشهادات على بناء القدرات والعمل مع الشركاء والمنظمات الأخرى، لدعم اصحاب الاسهم الصغيرة أو المنتجات المعيبة، حتى تتوافق التحسينات الاجتماعية والبيئية مع المعايير المطلوبة.
تركز برامج إصدار الشهادات أيضًا على بناء القدرات والعمل مع الشركاء والمنظمات الأخرى لدعم أصحاب الحيازات الصغيرة أو المنتجين المحرومين لإجراء التحسينات الاجتماعية والبيئية اللازمة للوفاء بالمعايير.